# Pirin (bergketen)
De Pirin (Bulgaars: Пирин) is een hooggebergte in het zuidwesten van Bulgarije, in de oblast Blagoëvgrad. Het ligt ten zuiden van het wat hogere Rilagebergte en in het westen en oosten begrensd door de rivieren de Strymon en de Mesta. De hoogste top is de Vichren (2914 m) in de noordelijke Pirin. De op een na hoogste berg is de ernaast gelegen Koetelo (2908 m). De  2232 m hoge berg Falakro in Griekenland, ten noorden van de stad Drama, kan als een zuidelijke uitloper van het Pirin-gebergte worden beschouwd.
Het gebied is beschermd als Nationaal park Pirin. Sinds 1983 staat het op de Werelderfgoedlijst van de UNESCO.
Het zuidwesten van Bulgarije, overeenkomend met de provincie Blagoëvgrad, staat, naar dit gebergte, historisch ook bekend onder de naam Pirin-Macedonië.